# Azuda de la Montaña

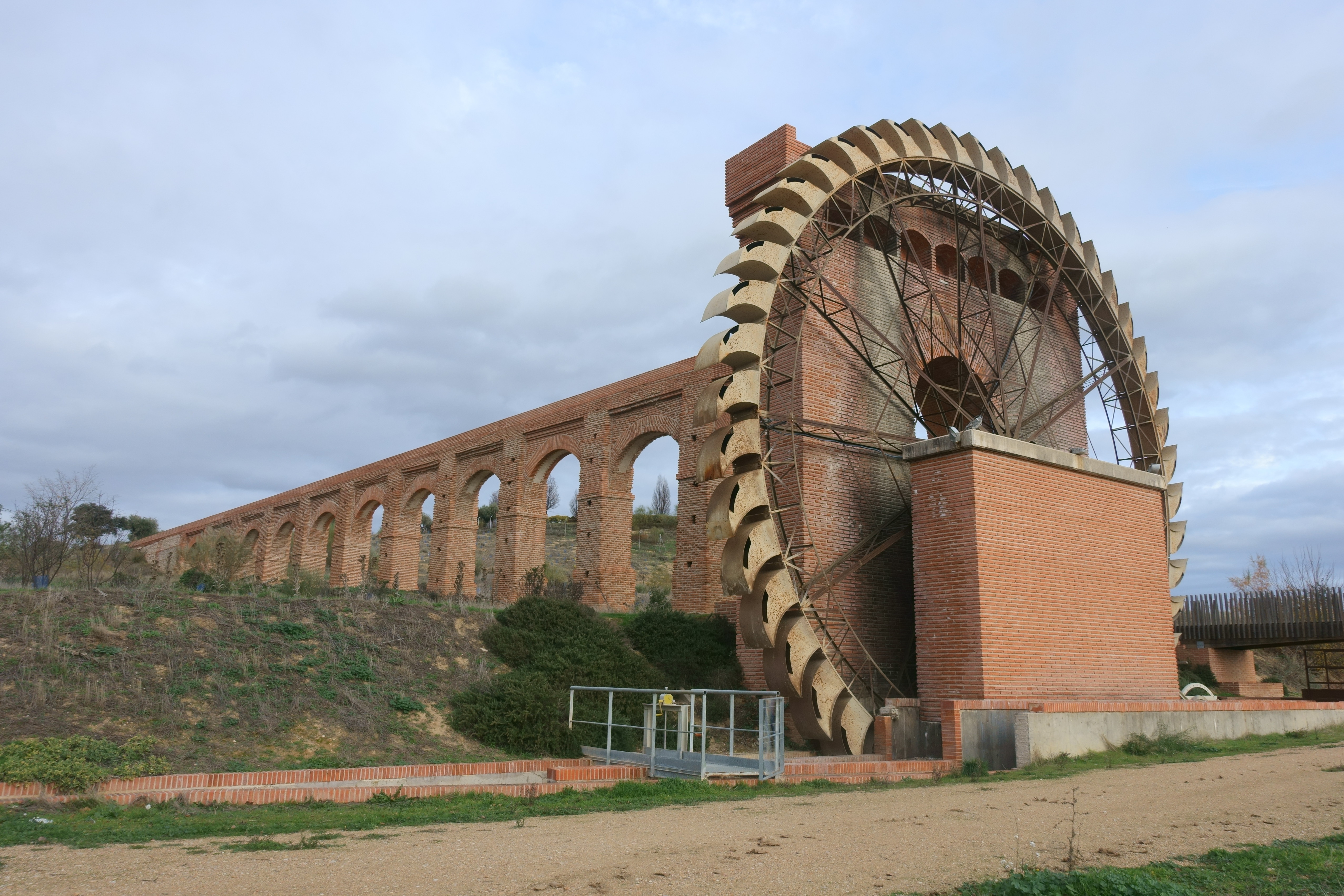
Azuda de la Montaña.

 (août 2024).
La mise en forme du texte ne suit pas les recommandations de Wikipédia : il faut le « wikifier ».
Les points d'amélioration suivants sont les cas les plus fréquents :
- Les titres sont pré-formatés par le logiciel. Ils ne sont ni en capitales, ni en gras.
- Le texte ne doit pas être écrit en capitales (les noms de famille non plus), ni en gras, ni en italique, ni en « petit »…
- Le gras n'est utilisé que pour surligner le titre de l'article dans l'introduction, une seule fois.
- L'italique est rarement utilisé : mots en langue étrangère, titres d'œuvres, noms de bateaux, etc.
- Les citations ne sont pas en italique mais en corps de texte normal. Elles sont entourées par des guillemets français : « et ».
- Les listes à puces sont à éviter, des paragraphes rédigés étant largement préférés. Les tableaux sont à réserver à la présentation de données structurées (résultats, etc.).
- Les appels de note de bas de page (petits chiffres en exposant, introduits par l'outil «  Source ») sont à placer entre la fin de phrase et le point final[comme ça].
- Les liens internes (vers d'autres articles de Wikipédia) sont à choisir avec parcimonie. Créez des liens vers des articles approfondissant le sujet. Les termes génériques sans rapport avec le sujet sont à éviter, ainsi que les répétitions de liens vers un même terme.
- Les liens externes sont à placer uniquement dans une section « Liens externes », à la fin de l'article. Ces liens sont à choisir avec parcimonie suivant les règles définies. Si un lien sert de source à l'article, son insertion dans le texte est à faire par les notes de bas de page.
- La présentation des références doit suivre les conventions bibliographiques. Il est recommandé d'utiliser les modèles {{Ouvrage}}, {{Chapitre}}, {{Article}}, {{Lien web}} et/ou {{Bibliographie}}. Le mode d'édition visuel peut mettre en forme automatiquement les références.
- Insérer une infobox (cadre d'informations à droite) n'est pas obligatoire pour parachever la mise en page.

Pour une aide détaillée, merci de consulter Aide:Wikification.
Si vous pensez que ces points ont été résolus, vous pouvez retirer ce bandeau et améliorer la mise en forme d'un autre article.
L'Azuda de la Montaña est une structure hydraulique historique située à Séville, en Espagne. Ce dispositif, conçu pour l'irrigation, est un exemple remarquable de l'ingénierie médiévale dans la région d'Andalousie.

## Histoire
L'Azuda de la Montaña date probablement de la période almohade (XIIe siècle), bien que des preuves suggèrent que ses origines pourraient être encore plus anciennes, remontant à l'époque romaine ou même pré-romaine. Elle servait principalement à irriguer les jardins et les terres agricoles environnantes, contribuant ainsi à la prospérité agricole de la région. 
Le terme "azuda" dérive de l'arabe "al-sudd", signifiant "barrage" ou "retenue d'eau". Cela reflète l'influence arabe prédominante dans l'architecture et les technologies hydrauliques de l'Andalousie durant le Moyen Âge. À l'époque, de nombreuses infrastructures similaires étaient développées pour maximiser l'utilisation de l'eau dans une région au climat aride.

## Caractéristiques techniques

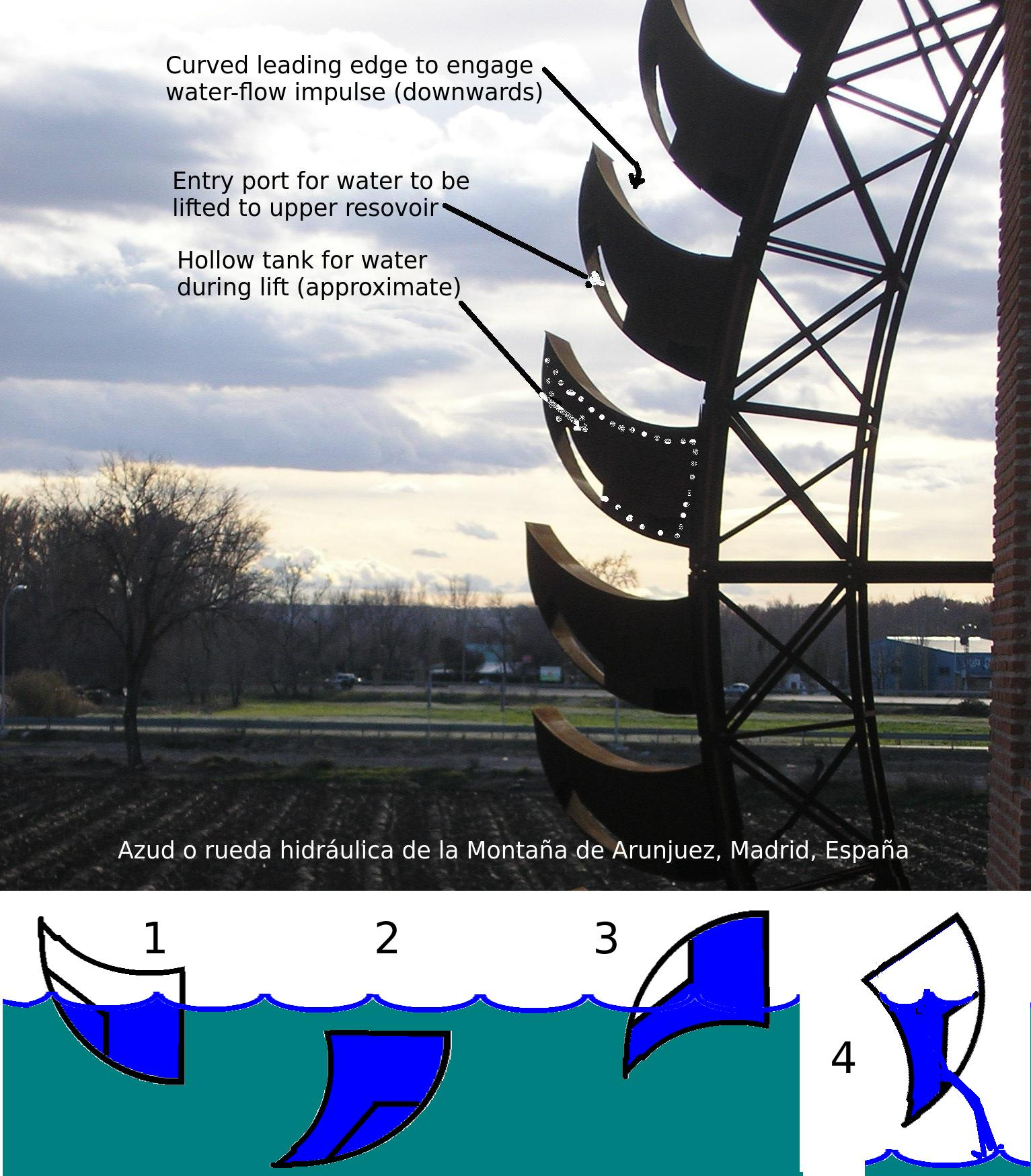
Diagramme de la fonction de la roue à eau. Il s'agit d'une roue hydraulique à godets, d'environ 10 m de diamètre, utilisée à l'origine pour l'agriculture, mais désormais destinée à l'irrigation des jardins municipaux.

L'Azuda de la Montaña se compose principalement d'une roue hydraulique (noria) en bois, conçue pour élever l'eau d'un cours d'eau adjacent à un canal d'irrigation ou à un réservoir. La roue, actionnée par la force du courant de la rivière, fait remonter l'eau à l'aide de petites cuves ou de seaux fixés à la périphérie de la roue.
Cette noria est un exemple typique des roues à godets qui étaient courantes dans les systèmes d'irrigation andalous. La conception précise de l'Azuda de la Montaña permettait de maximiser l'efficacité de l'élévation de l'eau avec un minimum d'énergie mécanique nécessaire, ce qui était essentiel pour les économies agraires de l'époque.

## Impact et influence
L'Azuda de la Montaña, comme d'autres structures similaires, a eu un impact considérable sur l'économie et la société de la région. L'efficacité des systèmes d'irrigation permettait une agriculture plus intensive et productive, ce qui soutenait la croissance démographique et la prospérité économique de la région.
En outre, l'ingénierie hydraulique des Azudas est devenue une source d'inspiration pour de nombreuses autres cultures à travers l'Europe, influençant les systèmes d'irrigation dans diverses régions.

## Restauration et conservation
Au fil des siècles, l'Azuda de la Montaña a souffert de l'usure naturelle et du manque d'entretien. Cependant, reconnaissant sa valeur historique et patrimoniale, des efforts de restauration ont été entrepris à plusieurs reprises, notamment aux XIXe et XXe siècles. Aujourd'hui, l'Azuda de la Montaña est protégée en tant que patrimoine culturel, et elle est parfois restaurée pour démonstrations publiques.
Les autorités locales et les organisations de préservation travaillent pour assurer la conservation de ce monument historique, qui est non seulement un témoignage de l'ingéniosité des ingénieurs du passé, mais aussi un symbole du riche patrimoine andalou.

## Tourisme et éducation
L'Azuda de la Montaña attire de nombreux visiteurs, tant pour son intérêt historique que pour sa valeur éducative. Elle est souvent incluse dans les circuits touristiques de Séville, offrant aux visiteurs une perspective unique sur l'ingénierie médiévale et l'histoire de l'irrigation en Espagne.
Des initiatives éducatives sont également en place pour sensibiliser les jeunes et les étudiants à l'importance des systèmes hydrauliques historiques, et pour leur enseigner les principes de l'ingénierie antique.
En résumé, l'Azuda de la Montaña est un monument d'une grande importance historique, symbolisant à la fois l'innovation technologique du passé et l'engagement contemporain pour la préservation du patrimoine culturel.